# Atherigona subnigripes
Atherigona subnigripes este o specie de muște din genul Atherigona, familia Muscidae. A fost descrisă pentru prima dată de Karsch în anul 1888.
Este endemică în Tanzania. Conform Catalogue of Life specia Atherigona subnigripes nu are subspecii cunoscute.